# Morti nel 1530
| Questa pagina contiene informazioni ricavate automaticamente dalle voci biografiche con l'ausilio del template Bio e di un bot. L'aggiornamento è periodico e automatico e ricostruisce completamente la pagina. Se manca una persona in questa lista, sei pregato di non aggiungerla, ma accertati piuttosto che la sua voce biografica contenga il template Bio e che i dati anagrafici siano correttamente compilati. Se il template Bio manca, inseriscilo tu stesso o, in alternativa, metti l'avviso {{tmp\|Bio}} che ne segnala la mancanza. Se i dati riportati sono sbagliati, correggi direttamente la voce biografica; le modifiche saranno visibili in questa lista entro pochi giorni. Per chiarimenti vedi il progetto biografie. La lista contiene solo le 72 persone che sono citate nell'enciclopedia e per le quali è stato implementato correttamente il template Bio. Pagina aggiornata al 18 mar 2025. |

## Gennaio(3)
- 2 gennaio - Stefana Quinzani, religiosa italiana (n. 1457)
- 4 gennaio - Ludovico Barbiano da Belgioioso, condottiero italiano (n. 1488)
- 22 gennaio - Diogo Lopes de Sequeira, esploratore e ammiraglio portoghese (n. 1465)

## Febbraio(2)
- 7 febbraio - Enrique de Cardona, cardinale e arcivescovo cattolico spagnolo (n. 1485)
- 18 febbraio - Alessandro Martinengo Colleoni, condottiero italiano

## Marzo(2)
- 12 marzo - Søren Norby, ammiraglio danese (n. 1470)
- 24 marzo - Bona Bevilacqua, nobildonna italiana

## Aprile(4)
- 11 aprile - Pietro de Cardona, abate e arcivescovo cattolico spagnolo
- 12 aprile - Giovanna la Beltraneja, regina (n. 1462)
- 16 aprile - Giovanni da Castrovillari, francescano italiano (n. 1480)
- 28 aprile - Niklaus Manuel, pittore, disegnatore e drammaturgo svizzero (n. 1484)

## Maggio(3)
- 4 maggio - Nicola di Salm, nobile e condottiero tedesco (n. 1459)
- 5 maggio - Amico da Venafro, condottiero italiano
- 8 maggio - Costantino Arianiti, condottiero albanese

## Giugno(3)
- 4 giugno - Massimiliano Sforza, duca italiano (n. 1493)
- 5 giugno - Mercurino Arborio di Gattinara, politico, umanista e cardinale italiano (n. 1465)
- 6 giugno - Bonifacio IV del Monferrato, marchese italiano (n. 1512)

## Agosto(6)
- 3 agosto - Amico d'Arsoli, militare italiano
- 3 agosto - Francesco Ferrucci, generale italiano (n. 1489)
- 3 agosto - Filiberto di Chalon, condottiero francese (n. 1502)
- 6 agosto - Jacopo Sannazaro, poeta e umanista italiano (n. 1457)
- 10 agosto - Konstanty Ostrogski, nobile e militare polacco (n. 1460)
- 29 agosto - Mosè di Valacchia, principe

## Settembre(3)
- 14 settembre - Quentin Massys, pittore fiammingo (n. 1466)
- 15 settembre - Maria Paleologa, principessa (n. 1508)
- 29 settembre - Andrea del Sarto, pittore italiano (n. 1486)

## Ottobre(1)
- 10 ottobre - Thomas Grey, II marchese di Dorset, nobile inglese (n. 1477)

## Novembre(2)
- 24 novembre - Berengario da Carpi, medico e anatomista italiano (n. 1466)
- 29 novembre - Thomas Wolsey, cardinale e arcivescovo cattolico inglese

## Dicembre(4)
- 1º dicembre - Margherita d'Asburgo, nobile (n. 1480)
- 22 dicembre - Willibald Pirckheimer, umanista, politico e giurista tedesco (n. 1470)
- 26 dicembre - Babur, sovrano mongolo (n. 1483)
- 31 dicembre - Sigismondo I Gonzaga, condottiero italiano (n. 1499)

## Senza giorno specificato(39)
- Alessandro I Gonzaga, nobile italiano (n. 1496)
- Angelo da Vallombrosa, abate italiano (n. 1455)
- Giorgio Aportano, umanista tedesco (n. 1495)
- Marco Basaiti, pittore italiano (n. 1470)
- Benedetto Bordone, miniatore, cartografo e geografo italiano (n. 1450)
- Anselmo Botturnio, teologo italiano (n. 1470)
- Bramantino, pittore e architetto italiano
- Antonio Dolciati, religioso italiano (n. 1476)
- William Dunbar, poeta scozzese (n. 1459)
- Pomponio Gaurico, umanista e storico dell'arte italiano
- Antonio Giordano, giurista italiano (n. 1459)
- Ettore Giovenale, condottiero italiano
- Mariano Graziadei, pittore italiano
- Isabella Maria della Passione, religiosa italiana
- Kanō Masanobu, pittore giapponese (n. 1434)
- Liberale da Verona, pittore e miniatore italiano
- Bartolomeo Masi, scrittore italiano (n. 1480)
- Abraham Minz, rabbino italiano
- Giovanni Francesco Mormando, architetto e organaro italiano (n. 1449)
- Ferahşad Hatun, ottomana
- Laura Orsini, nobildonna italiana (n. 1492)
- Mahmud Shah di Pahang, sovrano malese
- Jean Perréal, pittore e architetto francese
- Pietro di Borbone-Busset, nobile francese (n. 1464)
- Girolamo Pompei, condottiero italiano
- Camillo Querno, poeta italiano
- Carlo Ruini, giurista italiano (n. 1456)
- Antonio Solario, pittore italiano
- Vincenzo Tamagni, pittore italiano (n. 1492)
- Tangaxuan II, sovrano
- Giovanni Angelo Testagrossa, liutista e cantante italiano (n. 1470)
- Erik Trolle, svedese
- Giulio Vitelli, vescovo cattolico e condottiero italiano (n. 1458)
- Estienne de La Roche, matematico francese (n. 1470)
- Sigismondo II de Luna, nobile e militare italiano
- Properzia de' Rossi, scultrice italiana
- Michele da Montopoli, politico e condottiero italiano
- Giorgio di Pietrapiana, mercenario e militare austriaco
- Leonhard von Völs, politico e militare austriaco